# 콜롬비아 연합자위대
콜롬비아 연합자위대(스페인어: Autodefensas Unidas de Colombia; AUC)는 콜롬비아의 준군사조직이며 마약밀매조직이다. 1997년에서 2006년 사이 콜롬비아 분쟁에 활발한 교전단체로서 활동했다. AUC는 좌익 유격대인 FARC, ELN과의 항쟁 뿐 아니라 마피리판 학살 같은 민간인 살해 사건도 일으켰다.
1980년대에 콜롬비아의 마약왕들이 좌익 반군의 유괴 및 몸값 강탈에 대항하기 위해 민병대를 조직한 것이 그 시초다. 1997년 지역의 여러 군소 우익 준군사조직들이 코르도바 우라바 농민자위대(ACCU)의 주도로 연합하여 각자 다른 지역을 맡아 좌익으로부터 방어하기로 하면서 AUC가 결성되었다.
초대 총수는 카를로스 카스타뇨였다. 카스타뇨가 2004년 살해당한 뒤 AUC는 콜롬비아 정부군의 몇몇 지역 사령관들과 유착한 것으로 생각되고 있다. 휴먼 라이츠 워치에 따르면 콜롬비아의 우익 준군사조직들은 정부군과 긴밀하게 연결되어 있으며, 콜롬비아군의 5개 정규사단과 동등하다는 의미의 "제6사단"이라는 별명으로 볼리기도 했다.
AUC의 병력은 20,000 여명이며, 마약밀매로 벌어들인 돈에 지역 지주, 광산주, 석유회사, 정치인들이 준 후원금을 더하여 상당한 자금을 축적한 것으로 알려져 있다. AUC는 콜롬비아 정부군의 묵인을 받아 소농들과 노동조합 운동가들을 살해하는 데 앞장서 왔다. 미국, 캐나다, 유럽연합 등은 AUC를 테러조직으로 지정했다.
2006년 지도부가 미국에 인도당하면서 무너졌지만 검은 수리단 같은 잔당들이 2008년까지 활동했다.

## 같이 보기
- 콜롬비아 분쟁